# 4661 Yebes
4661 Yebes este un asteroid din centura principală, descoperit pe 17 noiembrie 1982 de M. de Pascual.